# Occitanobisium
Occitanobisium es un género de pseudoscorpiones de la familia Neobisiidae.  Se distribuye por el Sur de Europa en Francia y España (cuya región comprendida en éstos es conocida como Occitania, de ahí el nombre).

## Especies
Según Pseudoscorpions of the World 1.2::
- Occitanobisium coiffaiti Heurtault, 1978
- Occitanobisium nanum (Beier, 1959)

## Publicación original
- Heurtault, 1978: Occitanobisium coiffaiti n. gen. n. sp. de Pseudoscorpions (Arachnides, Neobisiidae, Neobisiinae) du département de l'Hérault, France. Bulletin du Muséum National d'Histoire Naturelle, Paris, ser. 3, vol.497 (Zoologie 346), p.1121-1134.